# Le Vauclin
Le Vauclin est une commune française, située dans le sud-est du département de la Martinique. Ses habitants sont appelés les Vauclinois et les Vauclinoises.

## Géographie

### Localisation
Les communes limitrophes sont au nord Le François, à l'ouest le Saint-Esprit, au sud-ouest Rivière-Pilote et au sud Le Marin. De la côte jusqu'au sommet de la montagne du Vauclin, il y a une forêt xérophile (sèche) à mésophile (moyennement humide).

## Climat
Le climat y est tropical mais relativement sec pour la Martinique avec des précipitations comprises entre 55 et 180mm par mois. La température varie entre 24° et 30° pour les mois les plus chauds. Enfin, la température de la mer à la côte y est élevée et relativement constante entre 27° et 29° tout au long de l'année 

## Urbanisme

### Typologie
Le Vauclin est une commune rurale, car elle fait partie des communes peu ou très peu denses, au sens de la grille communale de densité de l'Insee,,,. 
Elle appartient à l'unité urbaine du Robert, une agglomération intra-départementale regroupant 11 communes et 129 747 habitants en 2022, dont elle est une commune de la banlieue,.
Par ailleurs la commune fait partie de l'aire d'attraction de Fort-de-France, dont elle est une commune de la couronne. Cette aire, qui regroupe 28 communes, est catégorisée dans les aires de 200 000 à moins de 700 000 habitants,.
La commune, bordée par l'Océan Atlantique à l'est, est également une commune littorale au sens de la loi du 3 janvier 1986, dite loi littoral. Des dispositions spécifiques d’urbanisme s’y appliquent dès lors afin de préserver les espaces naturels, les sites, les paysages et l’équilibre écologique du littoral, par exemple le principe d'inconstructibilité, en dehors des espaces urbanisés, sur la bande littorale des 100 mètres, ou plus si le plan local d’urbanisme le prévoit,.

## Toponymie
Le nom de la commune proviendrait du nom du seigneur de Vauquelin, qui y possédait des plantations.

## Histoire
L'habitation du seigneur de Vauquelin, établie en 1720, enrichi par ses plantations de canne à sucre et de tabac, aurait laissé son nom au quartier institué en commune en 1837.

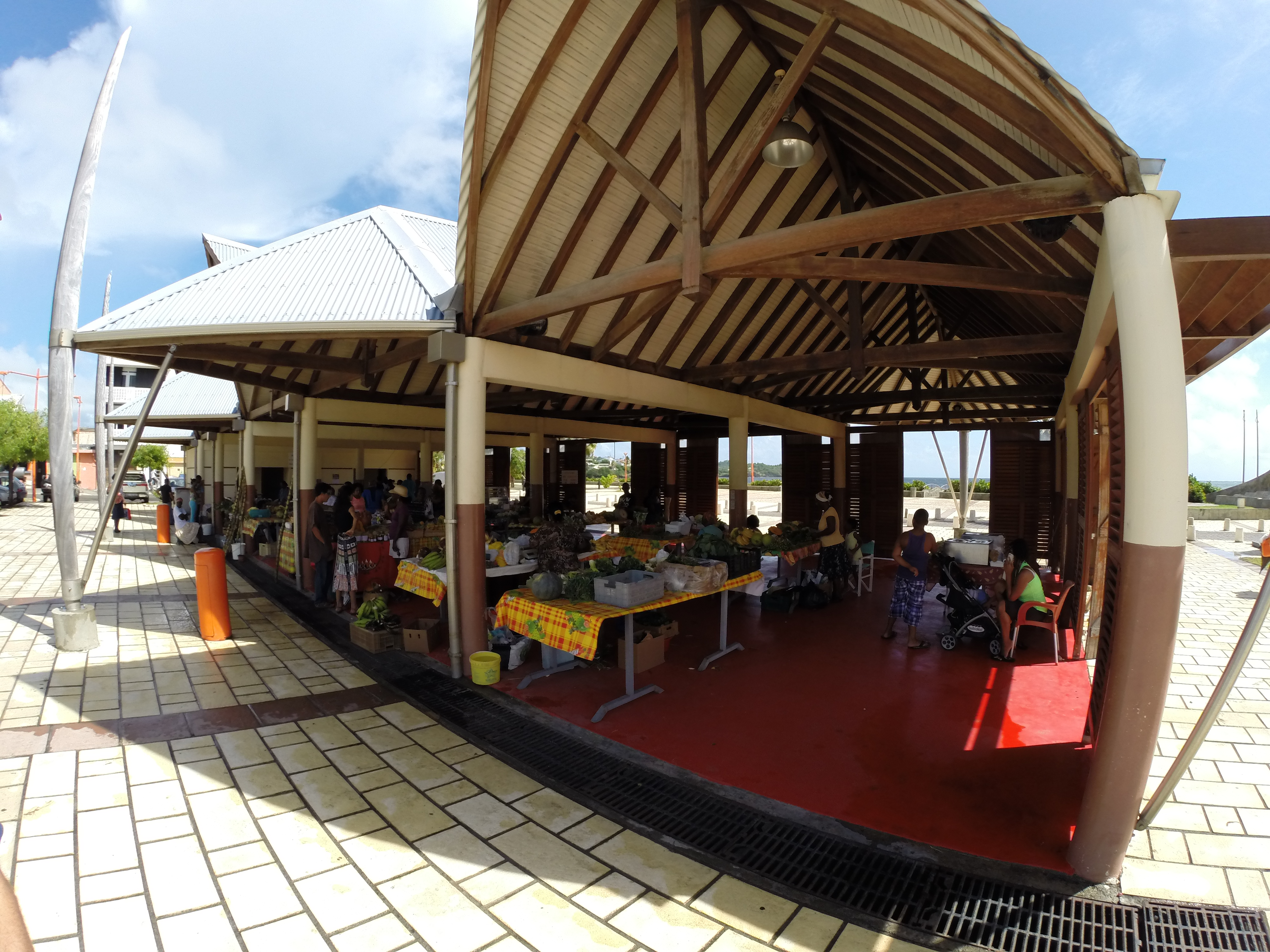
Le marché aux fruits et légumes du Vauclin.

## Politique et administration

### Rattachements administratifs et électoraux
Le Vauclin appartient à l'arrondissement du Marin et vote pour les représentants de l'Assemblée de Martinique. Avant 2015, elle élisait son représentant au conseil général dans le canton du Vauclin, entité dont elle était le chef-lieu et unique commune.
Pour l’élection des députés, la commune fait partie de la quatrième circonscription de la Martinique.

### Intercommunalité
La commune appartient à la communauté d'agglomération de l'Espace Sud de la Martinique.

### Jumelages
Étain (France) (en métropole, Meuse) .

## Population et société

### Démographie
L'évolution du nombre d'habitants est connue à travers les recensements de la population effectués dans la commune depuis 1961, premier recensement postérieur à la départementalisation de 1946. À partir de 2006, les populations de référence des communes sont publiées annuellement par l'Insee. Le recensement repose désormais sur une collecte d'information annuelle, concernant successivement tous les territoires communaux au cours d'une période de cinq ans. Pour les communes de moins de 10 000 habitants, une enquête de recensement portant sur toute la population est réalisée tous les cinq ans, les populations de référence des années intermédiaires étant quant à elles estimées par interpolation ou extrapolation. Pour la commune, le premier recensement exhaustif entrant dans le cadre du nouveau dispositif a été réalisé en 2008.

En 2022, la commune comptait 8 481 habitants, en évolution de −5,79 % par rapport à 2016 (Martinique : −4,11 %, France hors Mayotte : +2,11 %).
| 1961  | 1967  | 1974  | 1982  | 1990  | 1999  | 2006  | 2007  | 2008  |
| ----- | ----- | ----- | ----- | ----- | ----- | ----- | ----- | ----- |
| 7 587 | 7 732 | 7 711 | 6 950 | 7 741 | 7 778 | 8 689 | 8 818 | 8 947 |

| 2013  | 2018  | 2022  | - | - | - | - | - | - |
| ----- | ----- | ----- | - | - | - | - | - | - |
| 9 097 | 8 686 | 8 481 | - | - | - | - | - | - |

### Sports et loisirs
Équipements sportifs : 
- Stade municipal du Vauclin.
- Terrain de basket du bourg
- Club UCPA activités nautiques

Clubs sportifs :
- CS Vauclinois, football, basket-ball, handball (Champion de la Martinique de football en 1971 et 1974)
- CCV (Club Cycliste Vauclinois), cyclisme
- Airfly, club de kitesurf[24].
- Il y a 2 associations sportives de yole ronde au Vauclin : Zizitata et la Baie des Mulets

La Pointe Faula, au Vauclin a tendance depuis ces dernières années à devenir l’un des spots de kitesurf les plus importants de l’île. Bénéficiant d’une zone destinée à la pratique du Kite, la Pointe Faula a vu l’affluence des kiters exploser ces dernières années.
Le spot de Kitesurf a encore gagné en visibilité depuis 2014 puisqu’il s’y est tenu le Festival International des Sports Extrêmes avec de nombreuses célébrités dont José Garcia. Cet évènement a rassemblé des centaines de personnes durant plusieurs jours à la Pointe Faula et a été retransmis à l’international.

## Économie
Le taux de chômage, en 1999, fut de 42,8 %. Située sur la côte atlantique de la Martinique, les activités de la commune du Vauclin sont principalement orientées vers la pêche.

### Tourisme
Le Vauclin a vu le nombre de touristes augmenter ces dernières années, notamment du fait de l’accroissement de la renommée du spot de kitesurf de Pointe Faula. Plusieurs structures touristiques ont vu le jour.

## Culture locale et patrimoine
Chaque année a lieu au mois d'août la Baccha Festival qui réunit des chanteurs en vogue aux Antilles. Ce festival prisé par les jeunes attire chaque année plus de 10 000 spectateurs .

### Lieux et monuments

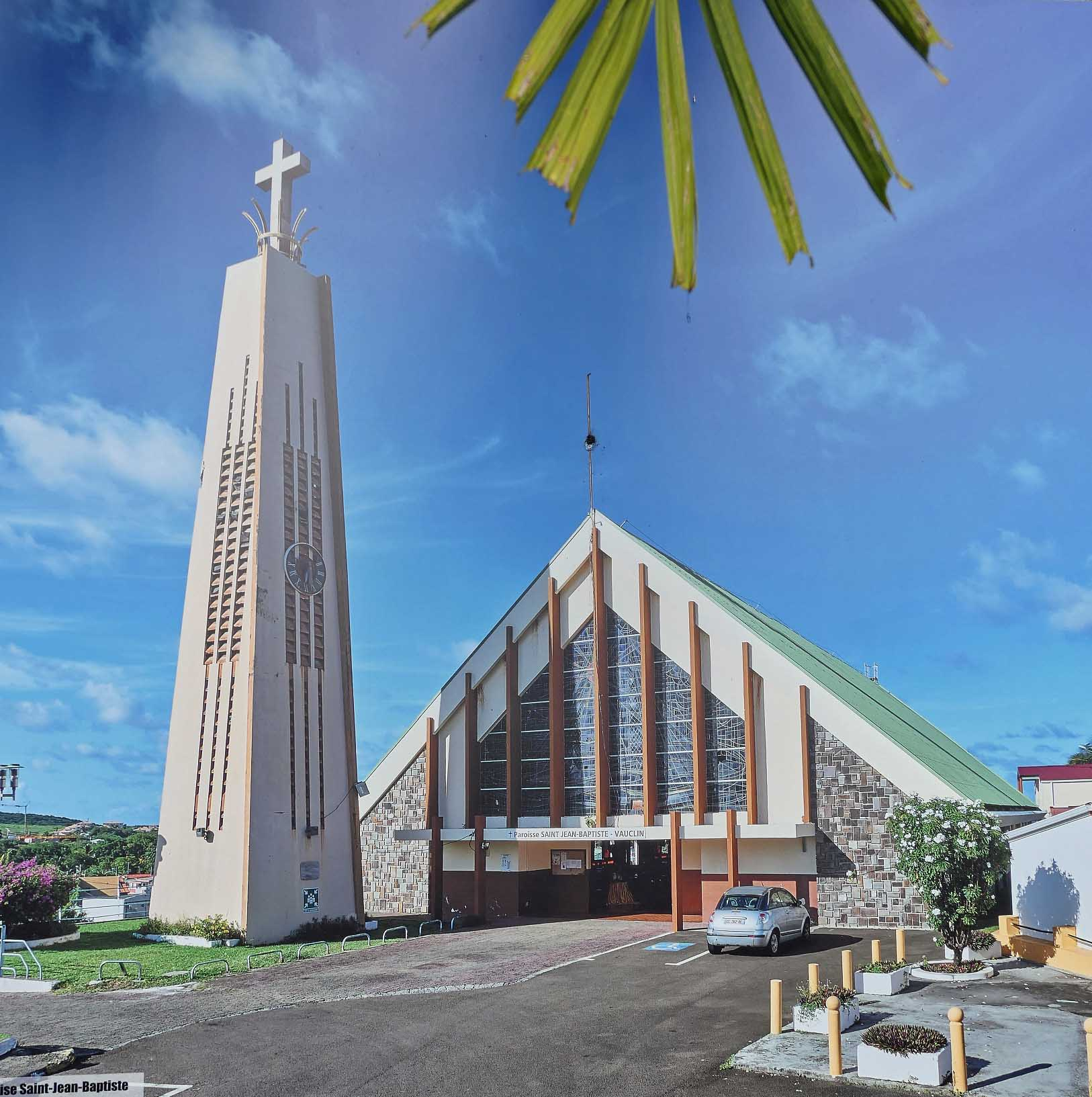
L'église Saint-Jean-Baptiste.

- Église Saint-Jean-Baptiste du Vauclin. L'église est dédiée à saint Jean Baptiste.
- Chapelle des marins du Vauclin.
- La Pointe Faula et ses fonds blancs. Protégée par une barrière de corail, la Pointe Faula est une plage très appréciée des Martiniquais car les fonds sableux y sont à peine recouverts de quelques dizaines de centimètres d’eau et s’enfoncent depuis le bord jusqu’aux Fonds Blancs au milieu du lagon, permettant de rejoindre ceux-ci en marchant. Autre atout de cette plage : son eau est l’une des plus chaudes de toute la Caraïbe.
- La plage de Petite Anse Macabou (début de la randonnée « Trace des Caps »)
- La Montagne du Vauclin et son calvaire
- Le Front de Mer
- La centrale éolienne de Morne Carrière (seules éoliennes implantées sur l'île)
- La Pointe Chaudière
- Buste de Louis-Joseph Landa (place du Marché)

### Personnalités liées à la commune
- Auguste Febvrier-Despointes, amiral français (1796-1855), né dans la commune.

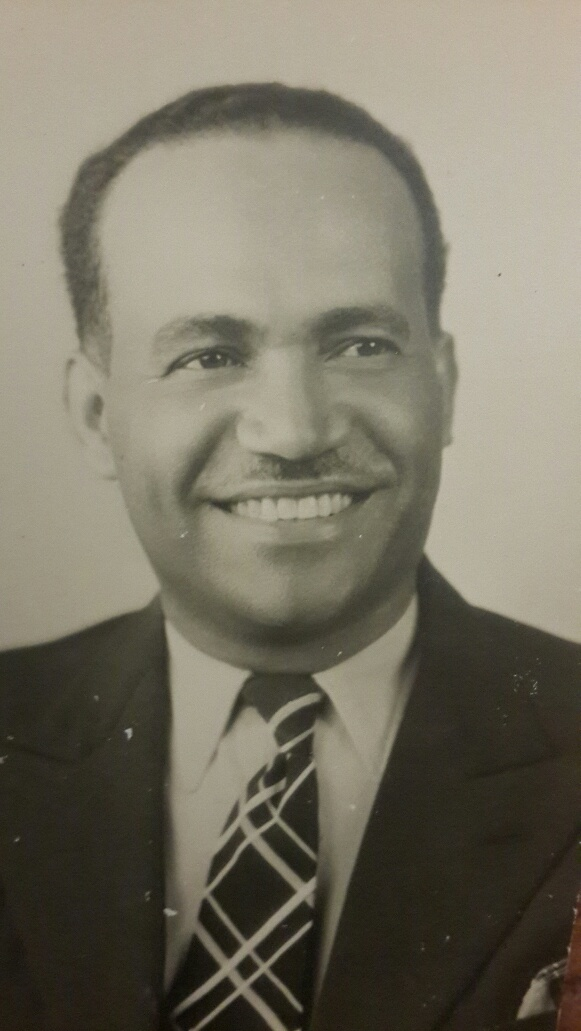
François Duval, sénateur de la Martinique de 1968 à 1977 et président du conseil général de la Martinique de 1948 à 1953 et de 1964 à 1970.

- François Duval, né au Vauclin, notaire, maire du François de 1956 à 1971 et sénateur de la Martinique de 1968 à 1977 et président du conseil général de la Martinique de 1948 à 1953 et de 1964 à 1970.
- Raphaël Confiant, né au Lorrain mais réside au Vauclin, écrivain, universitaire, cofondateur du mouvement littéraire la Créolité. Il a obtenu plusieurs prix littéraire dont le Prix littéraire des Caraïbes, le Prix Carbet et le Prix Casa de las Américas.
- Louis-Joseph Landa, Industriel et maire du Vauclin de 1945 à 1959. En son hommage, un buste, commandé par son fils en 1959, se trouve au bourg du Vauclin.
- Michel Méranville, archevêque des Antilles françaises de 2003 à 2015.
- Eugène Mona, chanteur de musique traditionnelle.
- Cédric Eustache, cycliste, vainqueur du Tour de la Martinique en 2012 et 2014 et du Tour de Guyane en 2010. Il a été aussi champion de la Caraïbe sur route en 2011 et 2014 et champion de France des comités d’outre-mer en 2019.
- Coralie Lassource, née en 1992 à Maisons-Laffitte mais dont la famille est originaire du Vauclin (elle a vécu en Martinique de l'âge de 9 à 14 ans), est une joueuse professionnelle de handball évoluant au club de	Brest Bretagne Handball. Elle est la capitaine de l'Équipe de France féminine de handball qui remporta la médaille d'or olympique aux Jeux de Tokyo 2021.
- Déborah Lassource, née en 1999 à Maisons-Laffitte mais dont la famille est originaire du Vauclin, est une joueuse professionnelle de handball évoluant au club de Issy Paris Hand. Elle est championne d'Europe junior de handball en 2017.